# What I Want
What I Want er det den danske gruppe The Breakers debutalbum. Det er indspillet i København med Alex Puddu som producer. Udgivet i januar 2004. Det modtog tre ud af seks stjerner i musikmagasinet GAFFA.

## Indhold
1. "What I Want"
2. "Wear It All Out"
3. "Stupid"
4. "Teenage Rebel"
5. "Attitude Problem"
6. "Cocaine Conversation"
7. "Anyway Around"
8. "Let's Get Dirty Now"
9. "Sin, Sin, Sin"
10. "Get Down Low"
11. "I Wanna Be (Your Rock'N'Roll Star)"
12. "Foolish"
13. "Screammm"